# أليساندرو سانتوس
أليساندرو سانتوس (بالبرتغالية: Alessandro Santos) (باليابانية: 三都主 アレサンドロ) ، من مواليد 20 يوليو 1977، وهو لاعب دولي ياباني من أصل برازيلي، احترف في اليابان لفترة طويلة قبل أن يكمل مشواره الكروي في البرازيل، واشتهر النجم "أليكس سانتوس"، لعب مع منتخب بلاده لكرة القدم من عام 2002 إلى عام 2006.